# Perry Riley
Perry Alphonso Riley (Atlanta, 3 maggio 1988) è un giocatore di football americano statunitense che gioca nel ruolo di linebacker per i Washington Redskins della National Football League (NFL). Fu scelto nel corso del quarto giro (103º assoluto) del Draft NFL 2010 dai Redskins. Al college ha giocato a football all'Università della Louisiana.

## Carriera professionistica

### Washington Redskins
Sharpton fu scelto nel corso del quarto giro del Draft NFL 2010 dai Washington Redskins. Nella sua stagione da rookie disputò 8 gare, giocando bene quando fu chiamato in causa ma commettendo anche delle penalità costose per la sua squadra. La prima gara come titolare la disputò nella settimana 10 della stagione 2011 contro i Miami Dolphins. Successivamente continuò ad essere schierato come inside linebacker titolare al posto di Rocky McIntosh. Nella settimana 16 contro i Minnesota Vikings, Riley mise a segno il primo sack in carriera. La sua stagione 2011 si concluse disputando tutte le 16 partite, otto delle quali come titolare, facendo registrare 68 tackle, un sack e quattro passaggi deviati.
Riley conservò la posizione di titolare anche all'inizio della stagione 2012, mantenendola per tutta l'annata. Nella settimana 2 contro i St. Louis Rams forzò il suo primo fumble ai danni di Danny Amendola. La settimana successiva mise a segno il suo primo sack stagionale contro i Cincinnati Bengals. Un altro lo fece registrare nella settimana 11 contro i Philadelphia Eagles. La sua annata si concluse con ben 129 tackle, 3,5 sack e 7 passaggi deviati.
Nella prima gara della stagione 2013 persa contro gli Eagles, Riley mise a referto 15 tackle e un sack su Michael Vick.

## Vittorie e premi
Nessuno

## Statistiche
| Partite totali      | 40  |
| Partite da titolare | 24  |
| Tackle              | 204 |
| Sack                | 4,5 |
| Intercetti          | 0   |

Statistiche aggiornate alla stagione 2012